# Zongzi

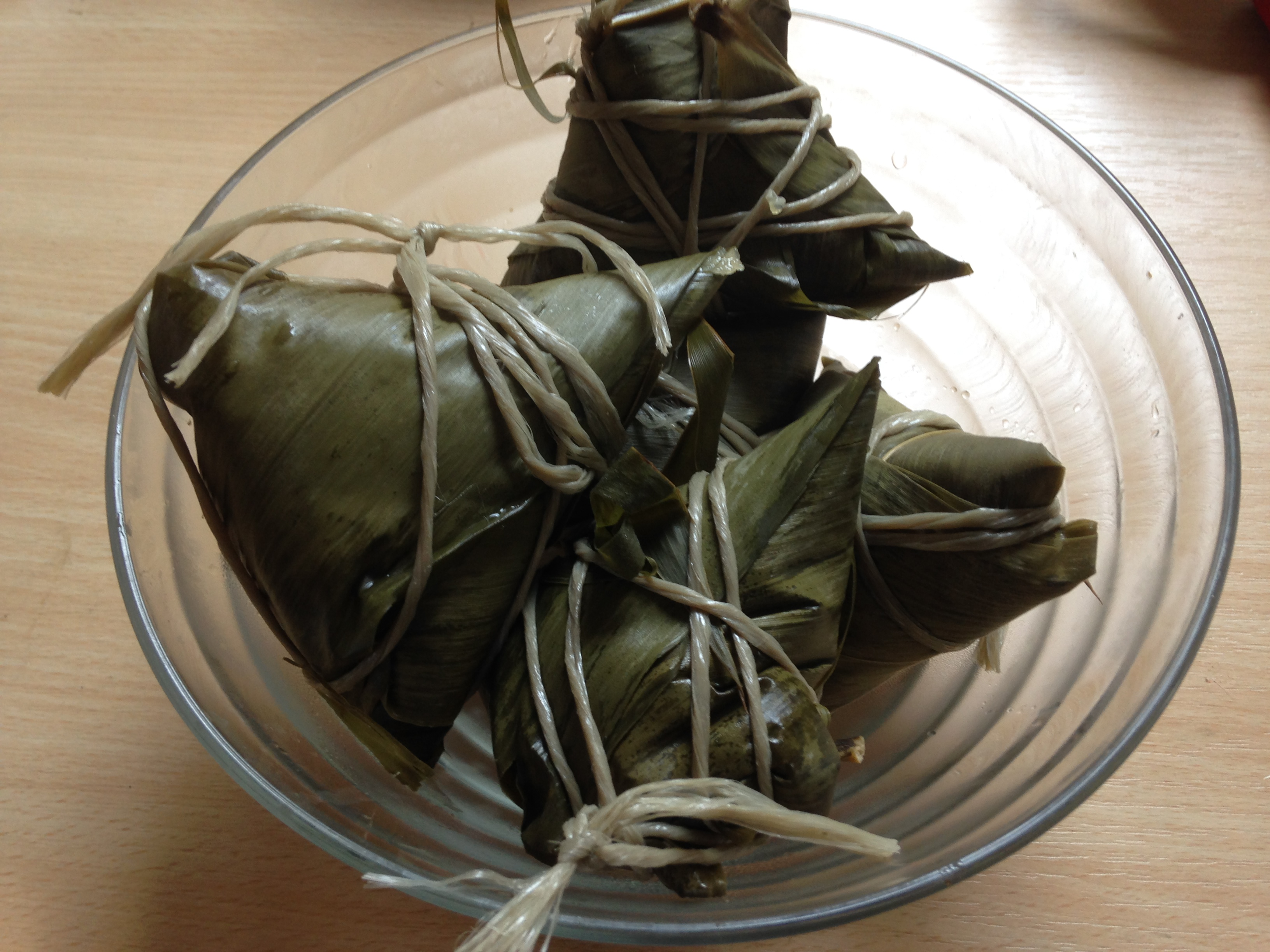
Besonders im Süden Chinas haben Zongzi eine Dreiecksform.
(角粽 (jiǎozòng))

Zongzi (chinesisch 粽子, Pinyin zòngzǐ), oder kurz Zong (粽,  zòng), ist eine traditionelle chinesische Speise aus Klebreis. Sie ist zur Zeit der Streitenden Reiche entstanden. Bis heute isst man sie in China traditionell zum Drachenbootfest, dem Duānwǔjié (端午節 / 端午节), am 5. Tag des 5. Monats nach dem traditionellen chinesischen Kalender. An diesem Tag fährt man nach Hause und verbringt traditionell das Fest zusammen mit der Familie, z. B. beim Drachenbootrennen.

## Geschichte
Die Geschichte der Zongzi steht im Zusammenhang mit dem Dichter und Politiker Qu Yuan. Er war aufrichtig, im Volk ein angesehenes beliebtes aristokratisches Mitglied des Königshauses von Chu (楚,  chǔ). Wegen seiner politischen Meinungen, die dem königlichen Hof widersprachen, wurde er ins Exil geschickt. Nach jahrelangem Exil und Trauer ertränkte er sich im Fluss Miluo. Die Menschen, die Qu Yuan verehrten, sollen Zongzi zubereitet und in den Fluss geworfen haben, in der Hoffnung, dass sein Körper nicht von den Fischen gefressen werde. Daher gibt es im Chinesischen auch die Bezeichnung "Chuzong", also "Zongzi der Chu" (楚粽,  chǔzòng), um den Dichter und Politiker aus dem Königreich der Chu (楚國 / 楚国,  Chǔguó) zu erinnern. Seit dieser Zeit ist es eine chinesische Tradition geworden, an diesem Tag im Jahr Zongzi zuzubereiten und zu verspeisen. Daneben gibt es die Traditionen des Drachenbootfahrens. Der mündliche Überlieferung nach soll angeblich das laute Trommeln beim Rudern neben den Zweck als Taktgeber Fische im Wasser vertreiben, damit sie den Leichnam vom geliebten Qu Yuan nicht auffressen. Der Ursprung dieser Tradition zum Andenken an den aufrichtigen berühmten Dichter und Politiker aus ferner Zeit ist im Laufe der Geschichte zum wichtigen Familienfest mit sportlichen Ereignis geworden ist.

## Beschreibung
Die Formen von Zongzi variieren zwischen dem Norden und dem Süden Chinas. Die südliche traditionelle Form hat meist eine eckige Tetraederform (四角粽,  sìjiǎozòng – „Zongzi mit vier Ecken“). Dagegen gibt es aber auch die nördliche längliche Zongzi (長粽 / 长粽,  chángzòng) bzw. andere regionale Sonderformen. Die Zubereitung von Zongzi wird jeweils innerhalb der Familie vermittelt. Jeder ist am Tag des Drachenbootfests dazu aufgerufen, bei der Zongzi-Zubereitung zu helfen.
Traditionelle Zongzi werden in Schilf- bzw. Bambusblätter umhüllt und meist mit Schnüren aus Pflanzenfasern festgebunden. In verschiedenen Regionen werden verschiedene Blätter bzw. Schnüren benutzt, die jeweils einen unterschiedlichen Geschmack erzeugen können.
Grundsätzlich kann man Zongzi nach Inhalt zwischen vegetarisch (素粽,  sùzòng) und nicht vegetarisch (肉粽,  ròuzòng) bzw. nach Geschmack zwischen süß (甜粽,  tián zòng) und salzig (鹹粽 / 咸粽,  xián zòng) unterscheiden. Außerdem gibt es die Laugenzongzi (鹼水粽 / 碱水粽,  jiǎnshuǐzòng).
Ebenso variiert die Füllung von Zongzi von Region zu Region. Am häufigsten wird einfacher Klebreis (糯米,  nuòmǐ) verwendet. Im Norden Chinas enthalten die Füllungen normalerweise chinesische Datteln und Adzukibohnen, die dem Zongzi den süßen Geschmack verleiht. Im Süden fügt man meist gewürfelte salzigen Schweinefleisch oder Schweinebraten in kleinen Stücken sowie Hühnerfleisch und Pilze hinzu, welche beim Zongzi einen leicht salzigen Geschmack bewirkt. Wenn alle Vorbereitungen fertig sind, muss man die Zongzi für ein paar Stunden dünsten, bis sie fertig zum Verzehr sind.

## Zutaten und Füllungen
Die folgende Auswahl der Zutaten sind am häufigsten:
- Adzukibohne
(紅豆 / 红豆,  hóngdòu)
- Augenbohne
(眉豆 méidòu, auch 黑眼豆 hēiyăndòu)
- Mungbohne
(綠豆 / 绿豆,  lǜdòu)
- Chinesische Jujube
(紅棗 / 红枣,  hóngzǎo)
- Esskastanien / Maronen
(栗子,  lìzi)
- Nüsse, z. B. „Erdnüsse“
(堅果 / 坚果,  jiānguǒ, z. B. 花生,  huāshēng)
- Shiitakepilz
(冬菇,  dōnggū)
- getrocknetes Garnelenfleisch (regional: Krabbenfleisch)
(蝦米 / 虾米,  xiāmǐ)
- Grillfleisch in Barbecuesoße nach kantonesischer Art (Chashao /Chasiu / Char siu)
(叉燒 / 叉烧,  chāshāo, Jyutping [[caa1siu1]], englisch barbecued pork – „gegrilltes Schweinefleisch in Barbecuesoße nach kantonesischer Art“)
- Chinesische Lachang-Wurst (Lachang)
(臘腸 / 腊肠,  làcháng – „geräucherte chinesische Schweinewurst“)
- gebratenes Schweinefleisch
(燒肉 / 烧肉,  shāoròu)
- Schweinefleisch
(豬肉 / 猪肉,  zhūròu)
- Hühnerfleisch
(雞肉 / 鸡肉,  jīròu)

## Variationen
Zongzi haben sich von China aus in andere Regionen Asiens verbreitet, z. B. in Indonesien, Japan, Malaysia, Myanmar, Philippinen, Singapur, Thailand und Vietnam isst man zum Fest Zongzi.
China (Festland)
Auf dem Festland Chinas gibt es eine große Vielfalt verschiedener Zongzi. Die Art der Zubereitung, die Füllungen und der Geschmack sind von Region zu Region verschieden. Dabei gibt es folgende Arten:
Im Norden (Nordchina)
Man bereitet Zongzi gedämpft mit Schilfrohrblättern zu. Der Geschmack der Füllungen ist normalerweise süß. Jedoch kennt man im Norden auch salzige Füllungen. Sie sind meist etwas kleiner als die südliche Zongzi-Variante.
Im Süden (Südchina)
Zongzi sind im Süden oft größer als im Norden. In der Zubereitung werden sie meist im heißen Wasser gekocht und mit Bambusblätter umwickelt. Eine Art der typischen südlichen Zongzi ist Jiaxing-Zongzi (嘉興粽 / 嘉兴粽,  jiāxīngzòng). Der Name leitet sich von der Stadt Jiaxing her. Als Füllung enthalten Jiaxing-Zongzi normalerweise salziges Schweinefleisch, weißen Klebereis und Adzukibohnen.
In Taiwan
In Taiwan bereitet man Zongzi auf ähnliche Weise zu wie in den südlichen Provinzen Chinas. Aber auch innerhalb Taiwans gibt es Unterschiede. Im Süden sind die Zongzi öliger und salziger als im Norden. Sowohl im Norden als auch im Süden werden oft Nüsse, feines Fleisch und sogar Fischfleisch hinzugefügt.

## Bedeutung der Zongzi
Für Chinesen haben Zongzi eine besondere kulturelle Bedeutung. Nicht nur sind Zongzi ein beliebtes Essen, sondern sie stehen auch für eine emotionale und familiäre Verbindung. Am Drachenbootfest fährt man nach Hause und verbringt den Tag mit der Familie. Es gibt viele Gedichte über dieses Fest. Zongzi sind ein Symbol des Zusammentreffens oder der Einheit der Familie. Wenn man an diesem Tag nicht nach Hause fahren kann, ist man in Gedanken bei seiner Familie. Zongzi sind daher nicht nur eine traditionelle chinesische Speise, sondern auch ein kulturelles Symbol.

## Nord-Süd-Debatte: Die „Echten“ Zongzi
In China ist in den letzten Jahren ein Thema populär geworden: Welcher ist der wahre Geschmack von Zongzi? Den Chinesen aus dem Norden nach muss der Geschmack süß sein. Dagegen bevorzugen Chinesen aus dem Süden salzige Zongzi. Es heißt, wenn man die Herkunft von jemandem in Erfahrung bringen möchte, müsse man einfach fragen, ob jemand süße oder salzige Zongzi bevorzuge.

## Trivia
Auf dem amerikanischen Kontinent gibt es eine dem Zongzi ähnliche traditionelle indianische Speise aus Maisteig namens Tamale.

## Siehe
- Asiatische Küche
- Chinesische Küche